# Трейлл, Фил
Фил Трейлл (англ. Phil Traill) — американский режиссёр кино и телевидения, сценарист и продюсер. Он воспитывался в Лондоне, хотя родился в Нью-Джерси.

## Биография
Фил Трейлл родился в штате Нью-Джерси, США, но вырос в Англии. Он окончил Ньюкаслский университет по специальности английский язык, киноискусство и философия. Это стало отлично подготовило его к первой работе — он участвовал в телешоу The Big Breakfast в роли огромного яблока в парике.
После этого Фил пять лет работал консультантом, продюсером и режиссёром многих комедийно-развлекательных телепрограмм на Британском телевидении. Он сотрудничал с такими ведущими, как Джонни Вон, Гэби Рослин, Кит Чегвин и Сара Кокс.
В свободное время Фил написал сценарий и выступил в роли режиссёра для ряда короткометражных фильмов: Hiccup (с Джеймсом Д’Арси и Селией Имри), Post (с Эдди Марсаном), «Шнурок» (с самим Филом) и Flipped (с Джейсоном Флемингом). Эти фильмы были удостоены нескольких наград, и благодаря им Фил попал на обложку журнала Screen International как один из самых многообещающих молодых деятелей британской киноиндустрии. «Удивительное, игривое чувство юмора. В его работах есть что-то от Чарли Кауфмана».
Фил выступил режиссёром 150 скетчей для комедийного телесериала «Ложки» на телеканале C4. Его первой крупной киноработой стал фильм «Опаловая мечта» по мотивам романа Бена Райса «Побби и Динган», где он был одним из авторов сценария. Режиссёром был Питер Каттанео («Мужской стриптиз»).
Потом Фил переехал в Лос-Анджелес, где работал в качестве режиссёра над многими популярными телесериалами, среди которых «Город хищниц», «Мужчины среднего возраста», «Большие надежды», «Худшая неделя моей жизни», «Кэт и Ким», «Моя команда» и «10 причин моей ненависти».
Однажды у него зазвонил телефон, собеседник представился: «Сандра Буллок». Ему предложили стать режиссёром полнометражного фильма — «Всё о Стиве» с Сандрой Буллок, Брэдли Купером и Томасом Хейденом Черчем.

## Фильмография

### Фильмы
| Год  | Фильм                          | Примечания                                      |
| ---- | ------------------------------ | ----------------------------------------------- |
| 2009 | Всё о Стиве                    | Номинация «Золотая малина» для худшей режиссуры |
| 2011 | Как выйти замуж за миллиардера |                                                 |
| 2012 | Склонность                     |                                                 |
| 2017 | Не спать до Рождества          |                                                 |

### Телевидение
| Год     | Шоу                        | Примечания  |
| ------- | -------------------------- | ----------- |
| 2009-10 | 10 причин моей ненависти   | 2 эпизода   |
| 2009-11 | Мужчины среднего возраста  | 3 эпизода   |
| 2009    | Город хищниц               | 1 эпизод    |
| 2012-18 | Бывает и хуже              | 25 эпизодов |
| 2014    | Селфи                      | 1 эпизод    |
| 2015    | Последний человек на Земле | 1 эпизод    |
| 2016    | Настоящие О’Нилы           | 1 эпизод    |
| 2018    | Стартап                    | 1 эпизод    |